# ناوبری کور (فیلم ۱۹۹۰)
ناوبری کور (به انگلیسی: Dead Reckoning) یک فیلم تلویزیونی آمریکایی محصول سال ۱۹۹۰ به کارگردانی رابرت مایکل لوئیس با بازی کلیف رابرتسون، ریک اسپرینگفیلد و سوزان بلکلی است. آهنگسازی فیلم توسط مارک اسنو انجام شده‌است.

## داستان
شخصیت اصلی داستان یک پزشک است که زندگی خود را در یک جزیره با همسر و معشوق خود در معرض خطر می‌بیند.

## بازیگران اصلی
- کلیف رابرتسون: دانیل بارنارد
- ریک اسپرینگفیلد: کایل راث
- سوزان بلکلی: الکس بارنارد
- لیندا دارلو: چی چی
- میشل مک‌ری: کلانتر